# Funkcjonalność
Funkcjonalność (ang. functionality) – zbiór atrybutów urządzenia, oprogramowania lub systemu określających zdolność do dostarczenia funkcji zaspokajających wyznaczone i zakładane potrzeby, podczas używania w określonych warunkach.
Norma ISO 9126 definiuje 5 podcharakterystyk funkcjonalności w modelu jakości oprogramowania:
- odpowiedniość (suitability)
- dokładność (accuracy)
- współdziałanie (interoperability)
- bezpieczeństwo (security)
- zgodność (functionality compliance).

Określenie to jest czasami używane zamiast słowa „użyteczność”. Angielski termin usability, o takim właśnie znaczeniu, odnosi się do łatwości obsługi, wydajności i satysfakcji odczuwanej z użytkowania danego urządzenia, programu, witryny internetowej itp. Wysoka użyteczność/funkcjonalność oznacza łatwość obsługi i nauki, a także przyjemnego użytkowania oraz naprawy popełnionych błędów. Funkcjonalność natomiast, dosłownie tłumaczona z angielskiego, to liczba dostępnych funkcji, możliwości itp., które nie muszą ułatwiać obsługi.
Określenie „funkcjonalność” funkcjonuje również jako bardziej wyspecjalizowany synonim popularnego słowa „funkcja” (możliwość oferowana przez program komputerowy lub urządzenie elektroniczne), pozwalający odróżnić ten obiegowy sens od „funkcji” jako ściślejszego pojęcia informatycznego (w kontekście programowania „funkcja” odnosi się do podprogramu). Ta zmiana semantyczna, uwarunkowana wpływem języka angielskiego, spotkała się jednak z głosami krytyki ze strony normatywistów: zdaniem Mirosława Bańki wykracza ona poza ramy polszczyzny standardowej, Katarzyna Kłosińska zaś opisuje to nowe znaczenie jako element rejestru specjalistycznego, uznając jednak, że jego ekspansja poza kontekstem fachowym nie jest uzasadniona komunikacyjnie.